# Meriola longitarsis
Meriola longitarsis är en spindelart som först beskrevs av Simon 1904.  Meriola longitarsis ingår i släktet Meriola och familjen flinkspindlar. Inga underarter finns listade i Catalogue of Life.